# Maestro di Offida
Maestro di Offida (Offida, ... – ...; fl. XIV secolo) è stato un pittore italiano attivo tra la metà del XIV secolo e forse gli inizi del XV secolo.

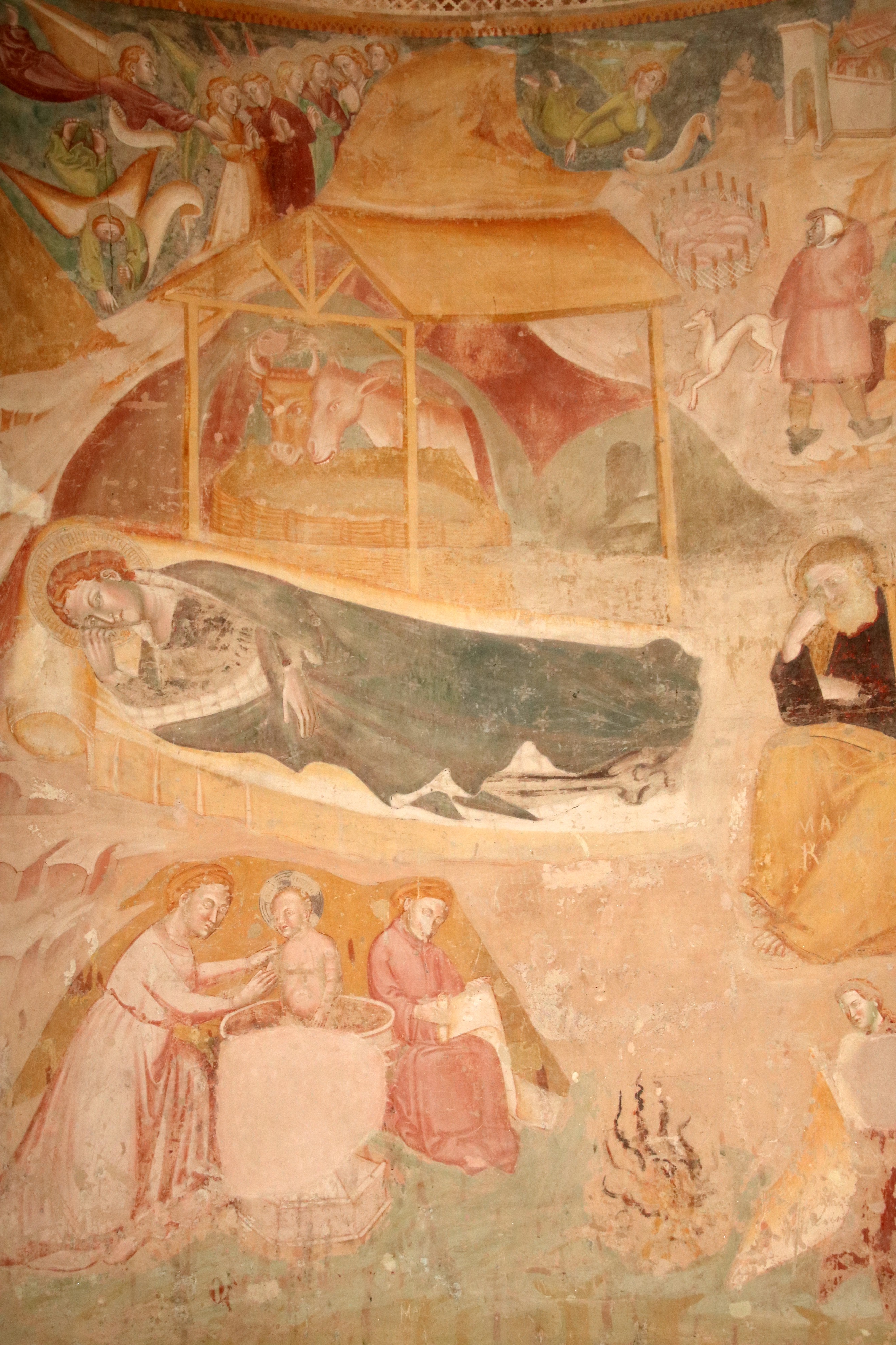
La Natività, Basilica della Santissima Annunziata (Montecosaro)

Il Maestro di Offida avrebbe affiancato, da giovane il Maestro del polittico di Ascoli in un affresco con Crocifissione recentemente scoperto nell'atrio della cattedrale di Ascoli Piceno. Dalle Marche meridionali, in seguito si sarebbe spostato in Abruzzo fino in Basilicata.
Un elemento distintivo che permette di riconosce le opere di questo pittore è costituito dal modo di rappresentare i raggi delle aureole dei santi.
Si sarebbe trattato forse di un monaco, che avrebbe dipinto in uno stile derivato da una trasposizione dell'eredità giottesca.

## Opere
Gli sono attribuite numerose opere, in prevalenza affreschi e solo due tavole:
- frammento di affresco sulla parete del coro del duomo di San Berardo a Teramo, datato forse agli anni '40 del XIV secolo[4];
- affreschi riscoperti nel 1905 sulla controfacciata del duomo di Atri[5];
- affresco della chiesa dei Santi Salvatore e Nicola a Canzano[6];
- affresco con Crocifissione in un ambiente alla base del campanile della chiesa di Santa Maria al Chienti a Montecosaro Scalo, datato intorno al 1360[7];
- diversi affreschi nella chiesa di Santa Maria della Rocca ad Offida[8], tra i quali, quelli del transetto sono datati da un'iscrizione dipinta al 1367[9];
- affreschi con Annunciazione, santa Caterina e committenti e con Processione di Vergini Martiri dalle vesti bianche nel monastero delle monache benedettine di San Marco, ancora a Offida[10];
- affreschi nell'abside della chiesa di San Francesco a Montefiore dell'Aso[11];
- affreschi con Storie di papa Silvestro nella cripta dei Santi Vincenzo e Anastasio ad Ascoli Piceno[12];
- affresco con la Madonna del latte nella chiesa di San Tommaso ad Ascoli Piceno[12];
- affresco con scene della vita di Gesù nella Collegiata di San Michele Arcangelo a Città Sant'Angelo;
- tavola dipinta a tempera con Madonna in trono con Bambino, detta Madonna Nera di Costantinopoli, proveniente dalla chiesa della Santissima Annunziata di Penne e attualmente conservata nel Museo nazionale d'Abruzzo a L'Aquila[13];
- affreschi del ciclo di San Tommaso (1423-1425) nella navata destra della chiesa di Santa Maria in Piano a Loreto Aprutino;
- scene cristologiche e mariane (1428) nella navata destra della Chiesa in Piano a Loreto Aprutino;
- Giudizio Particolare o Giudizio Universale (1429) in controfacciata della chiesa di Santa Maria in Piano a Loreto Aprutino[14];
- trittico della Vergine col Bambino nella Chiesa di Santa Maria Maggiore in Rabatana a Tursi (in Basilicata[15]);
- affreschi attribuiti alla cerchia del maestro di Offida nella chiesa di San Giovanni a Monterubbiano[12].